# Idioma protoiranio
El idioma proto-iranio o idioma proto-iránico es un protoidioma reconstruido de la rama de los idiomas iranios de la familia de idiomas indoeuropeos. Como tal, es el antepasado de los idiomas iraníes como el persa, sogdiano, zazaki, mazandarani, kurdo y otros. 
El idioma protoiranio era un idioma satem descendiente del idioma protoindoiranio, que a su vez proviene del idioma protoindoeuropeo. Probablemente desapareció menos de un milenio después del idioma avéstico, y menos de dos milenios después del protoindoeuropeo.

## Aspectos históricos, sociales y culturales
A partir de las evidencia arqueológicas, genéticas, lingüísticas y las rutas de dispersión se ha conjeturado que los hipotéticos hablantes de protoprotoiranio habrían ocupado a principios del II milenio a. C. regiones de Asia Central. Varios autores han propuesto más específicamente que los protoindoiranios y podrían haber sido los mismos individuos que vivieron durante el horizonte arqueológico Andrónovo.

### Dialectos
Skjærvø postula que existieron al menos cuatro dialectos que surgieron inicialmente del protoiranio, dos de los cuales están documentados por textos:
1. Antiguo iranio noroccidental (no documentado, antecesor del osético)  
2. Antiguo iranio nororiental (no documentado, antecesor del jotanés medieval y del moderno wakhi)  
3. Antiguo iranio central (documentado, incluye el avéstico y el medo, antecesor de la mayoría de las lenguas iranias modernas)  
4. Antiguo iranio suroccidental (documentado, incluye el persa antiguo, antecesor del persa moderno)  
Cabe señalar que se utiliza una terminología diferente para las lenguas modernas: el osético a menudo se ha clasificado como una lengua "iranio nororiental", mientras que "iranio noroccidental" suele referirse a lenguas ubicadas al noroeste del persa, como el zaza o las lenguas caspias.

## Fonología

### Correspondencias fonológicas entre el protoindoeuropeo y el avéstico
| indoeur. | indoeur. | avést. | indoeuropeo            | avéstico         |
| -------- | -------- | ------ | ---------------------- | ---------------- |
| *p       | →        | p      | *ph₂tḗr ‘padre’        | pitar-           |
| *bʱ      | →        | b      | *bʱréh₂tēr ‘hermano’   | brātar-          |
| *t       | →        | t      | *túh₂ ‘tú’             | tū               |
| *d       | →        | d      | *dóru ‘madera’         | dāuru            |
| *dʱ      | →        | d      | *dʱoHnéh₂ ‘grano’      | dāna-            |
| *ḱ       | →        | s      | *déḱm̥t ‘diez’          | dasa             |
| *ǵ       | →        | z      | *ǵónu ‘rodilla’        | zānu-            |
| *ǵʱ      | →        | z      | *ǵʰimós ‘invierno’     | ziiā̊ (gen. zəmō) |
| *k       | →        | x ~ č  | *kruh₂rós ‘sangriento’ | xrūda            |
| *g       | →        | g ~ ǰ  | *h₂éuges- ‘fuerza’     | aoǰah            |
| *gʱ      | →        | g ~ z  | *dl̥h₁gʱós ‘largo’      | darəga-          |
| *kʷ      | →        | k ~ č  | *kʷós ‘quién’          | kō               |
| *gʷ      | →        | g ~ ǰ  | *gʷṓws ‘vaca’          | gao-             |

### Correspondencia entre voces hermanas en idiomas indoiranios
| protoindoiranio                | avéstico        | persa antiguo | persa                    | sánscrito védico            |
| ------------------------------ | --------------- | ------------- | ------------------------ | --------------------------- |
| *Háĉwas ‘caballo’              | aspa            | asa           | اسب asb (< del medo)     | aśvaḥ                       |
| *bʰāgás ‘porción, cuota’       | bāga            | bāga-         | باغ bâğ                  | bhāgá                       |
| *bʱráHtā- ‘hermano’            | brātar          | brātar-       | برادر barâdar            | bhratṛi                     |
| *bʱumi ‘tierra’                |                 | būmiš         | بوم bum                  | bhumi                       |
| *mr̥tás ‘mortal, hombre’        | mərəta ‘muerte’ | martiya-      | مرد mard                 | márta                       |
| *mā́Has ‘luna, mes’             | mā̊              | māha          | ماه mâh                  | masa                        |
| *vasara ‘primavera’            | vaŋri           | vāhara-       | بهار bahâr               | vasar ‘matutino, madrugada’ |
| *arta ‘verdad’                 | aša             | arta          | (?) راست râst ‘correcto’ | ṛita                        |
| *dʰráugʰas ‘mentira, falsedad’ | draoγa          | drauga        | دروغ doruğ               | droha                       |
| *sáumas ‘brebaje sagrado’      | haoma           |               | hōm                      | soma                        |

## Iranio antiguo
El término iranio antiguo se refiere a la etapa de la historia irania representada por las primeras lenguas escritas: el avéstico y el persa antiguo. Estos dos idiomas suelen considerarse pertenecientes a ramas principales diferentes del iranio, y muchas de sus similitudes también se encuentran en otras lenguas iranias. Sin embargo, existen muchos argumentos que sugieren que varias de estas características del iranio antiguo podrían no haber estado presentes aún en el protoiranio, sino que podrían haberse difundido a través de un continuo dialectal ya dividido en dialectos (véase teoría de ondas). Además, la mayoría de las lenguas iranias no pueden derivarse directamente de ninguno de los dos idiomas iranios antiguos documentados: debieron existir numerosos dialectos iranios antiguos no escritos, cuyos descendientes aparecen en registros escritos solo posteriormente.  
Vocalización de laringales
Se cree que las consonantes laringales del protoindoeuropeo se conservaron hasta una etapa bastante tardía en las lenguas indoiranias, al menos en algunas posiciones. Sin embargo, la laringal silábica (*H̥) se eliminó en sílabas no iniciales.
*l > *r
Este cambio está ampliamente extendido en las lenguas iranias e incluso en todo el indoiranio: también aparece en el sánscrito védico. El avéstico no tiene ningún fonema */l/. Aun así, muchas palabras que en otras lenguas indoeuropeas muestran una /*l/ original conservan /l/ en varias lenguas iranias, como el persa moderno, el kurdo y el zazaki. Ejemplos incluyen el persa lab 'labio', līz- 'lamer', gulū ('garganta'; compárese con el latín gula); o el zazaki lü ('zorro'; compárese con el latín vulpēs). Sin embargo, esta conservación no es sistemática y probablemente se ha visto reducida por préstamos interdialectales de formas con r, y en algunos casos extendida por el préstamo de palabras de lenguas iranias occidentales menores al persa.
*s > *h
Esta desonorización ocurrió cuando *s no estaba precedida por *k, *n, *p, *t o seguida de *t (en cuyo caso se conservó como *s). Este cambio se da en todas las lenguas iranias.  
Oclusivas aspiradas
Las oclusivas aspiradas del protoindoiranio *pʰ, *tʰ y *kʰ se fricativizaron en *f, *θ y *x en la mayoría de las lenguas iranias. Sin embargo, parecen haber revertido a aspiradas en el parachi, algunas variedades del kurdo y las lenguas saka (jotanés y tumshuqués, pero no el wakhi, que conserva las fricativas); y haberse fusionado con las oclusivas sordas aspiradas en el balochi. En el caso del saka, es probable una influencia secundaria del prácrito gandhari.  
*c, *dz > *s, *z
Las palatovelares del protoindoeuropeo *ḱ, *ǵ (y *ǵʰ) se adelantaron a africadas *ć, *dź en el protoindoiranio (etapa conservada en las lenguas nuristaníes). Su desarrollo en el iranio antiguo muestra divergencias: el avéstico, al igual que la mayoría de las lenguas iranias posteriores, presenta /s/ y /z/, mientras que el persa antiguo muestra /θ/ y /d/. (Al inicio de palabra, este último también evoluciona a /s/ en el persa medio.) El cambio *c > *s debe ser posterior al cambio *s > *h, ya que esta nueva *s no se vio afectada por el cambio anterior. El grupo consonántico *ts (como en el protoindoiranio *matsya-, "pez") se fusionó con *c, ya que ambos eran idénticos en iranio.
*cw > *sp
Este cambio tampoco se aplica claramente a todas las lenguas iranias. El persa antiguo y sus descendientes muestran /s/, al igual que posiblemente el kurdo y el balochi. Las lenguas saka muestran /š/. El resto de lenguas iranias tienen /sp/ o un desarrollo posterior (como /fs/ en el osético).  
*θr > *c
Este cambio es típico del persa antiguo y sus descendientes, en contraste con el avéstico y la mayoría de las lenguas documentadas por primera vez en los periodos iranio medio o moderno. Es posible que el kurdo y el balochi también compartan este cambio.